# Maca

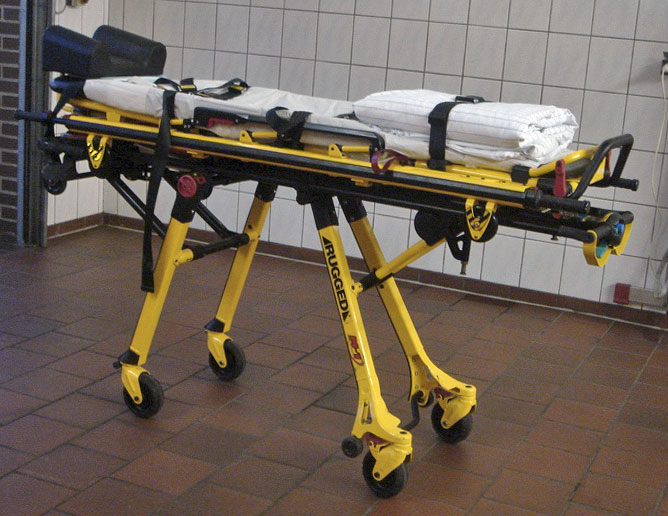
Maca de emergência médica

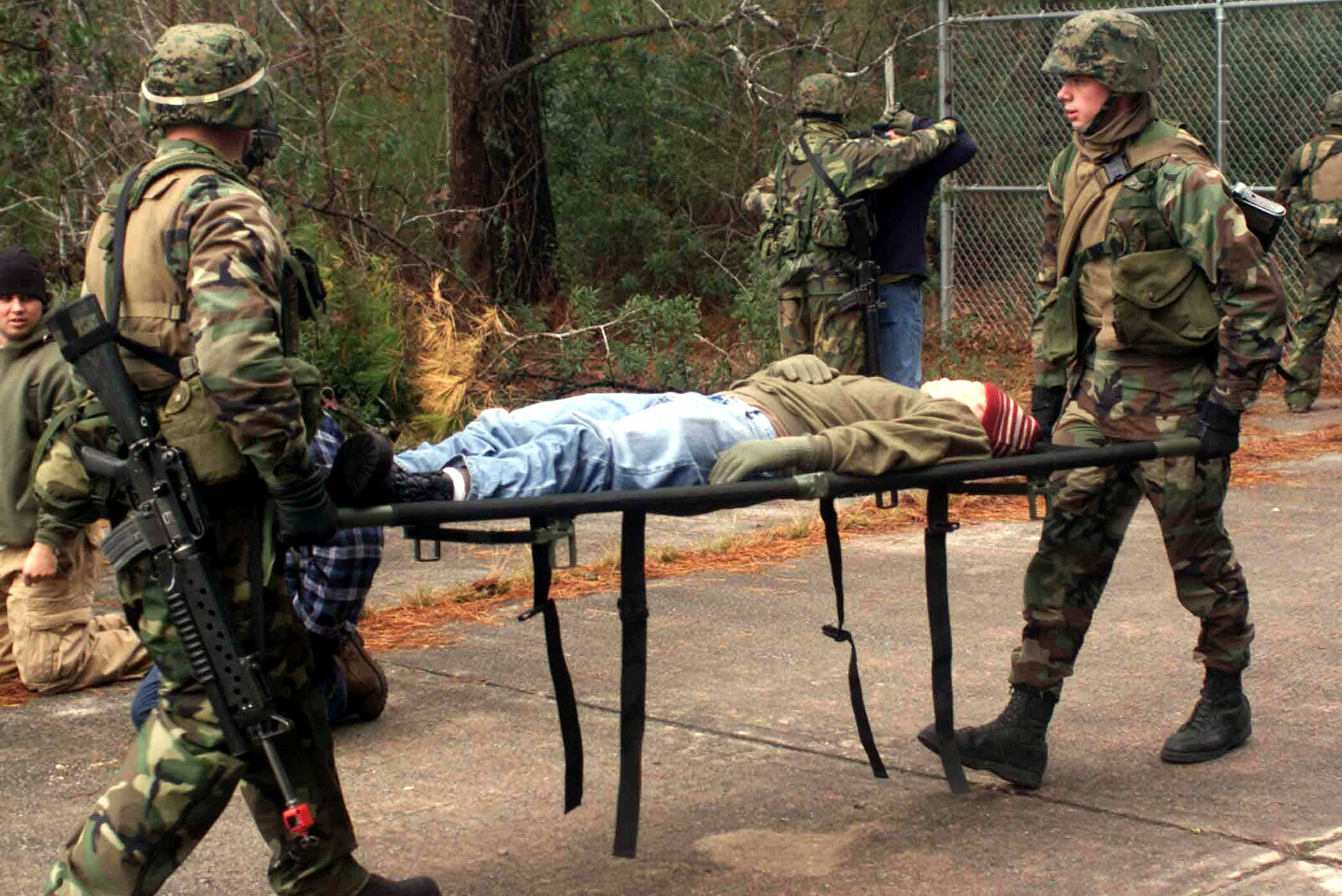
Transporte de um ferido

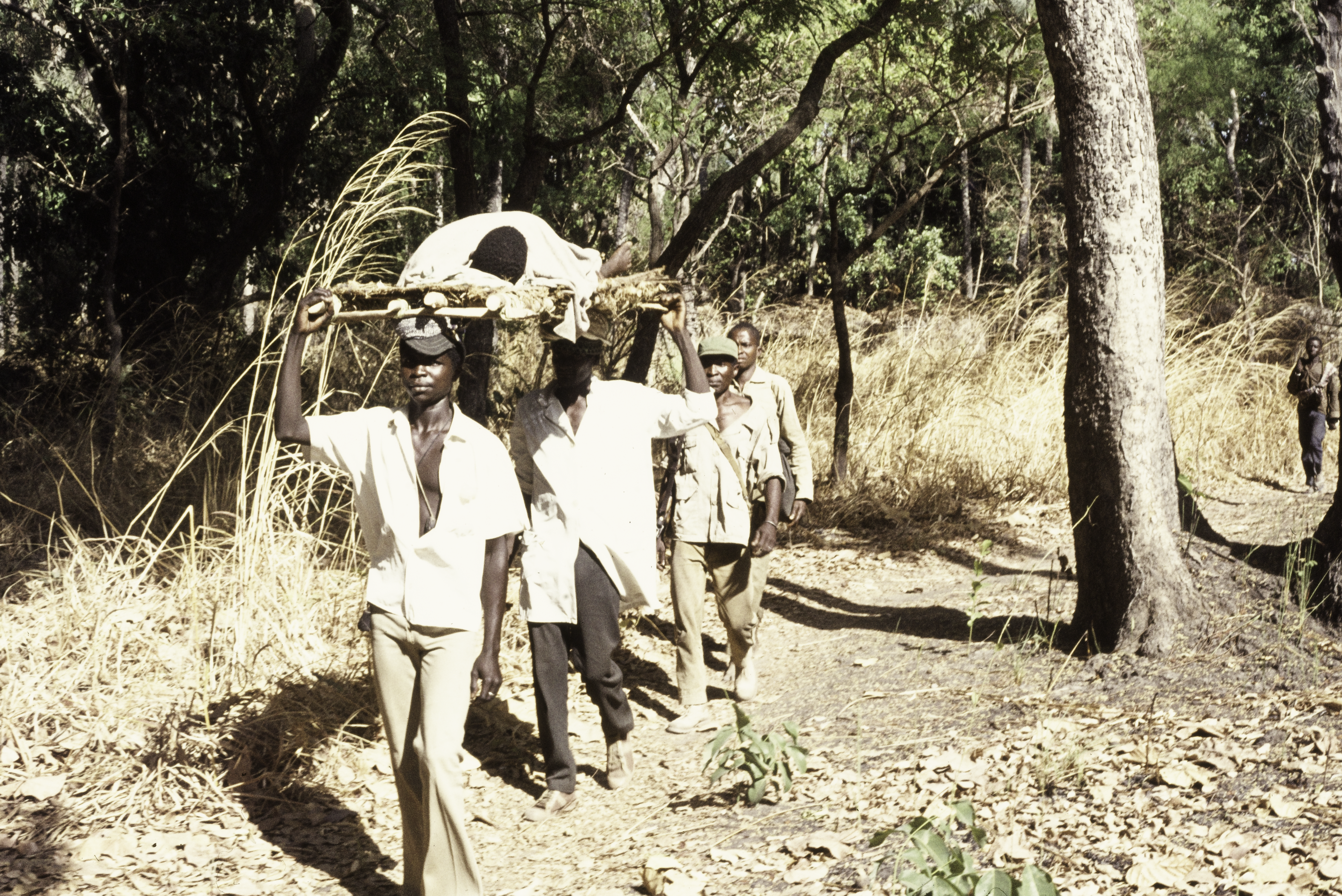
A escolta armada do PAIGC leva um ferido para a fronteira senegalesa, Guiné-Bissau, 1974.

Maca é um tipo de cama, assentada numa armação móvel e articulada, com ou sem rodas, utilizada para transportar vítimas de doenças ou ferimentos para a ambulância ou local seguro. A maca simples pode ser encontrada em campos esportivos, escolas, lojas e locais de trabalho.
Os tipos mais simples, feito de lona, são usados para colocar o acidentado em uma maca mais forte ou em macas tipo carrinho existentes em ambulâncias. Há macas especiais, como as ortopédicas, e os diversos tipos usados para resgate.

## Tipos de maca
- Maca Padrão
- Maca de Lona
- Maca Ortopédica
- Maca de Resgate
- Macas-carrinho